# Backhaus (Gönnern)

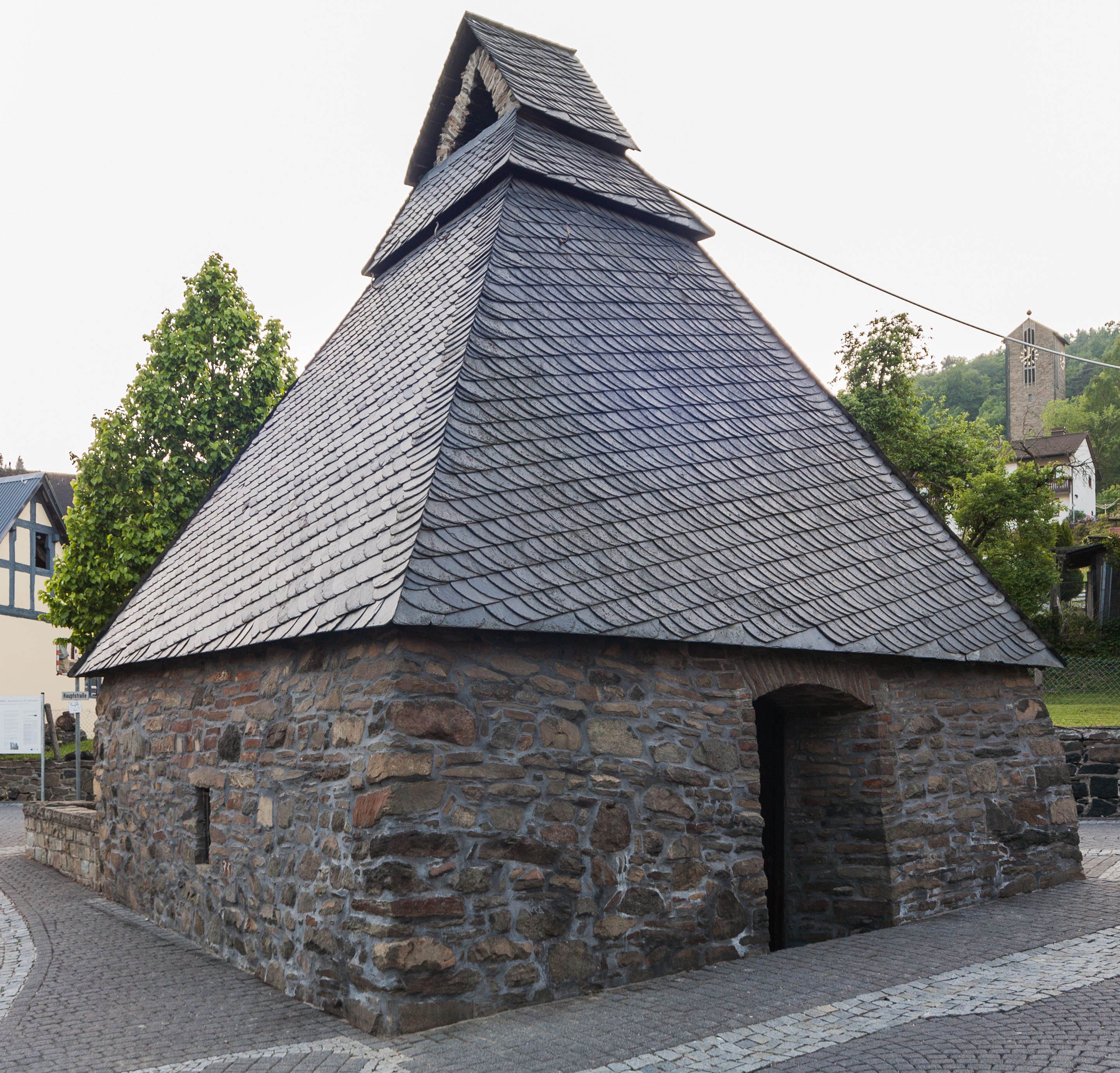
Ehemaliges Backhaus in Gönnern

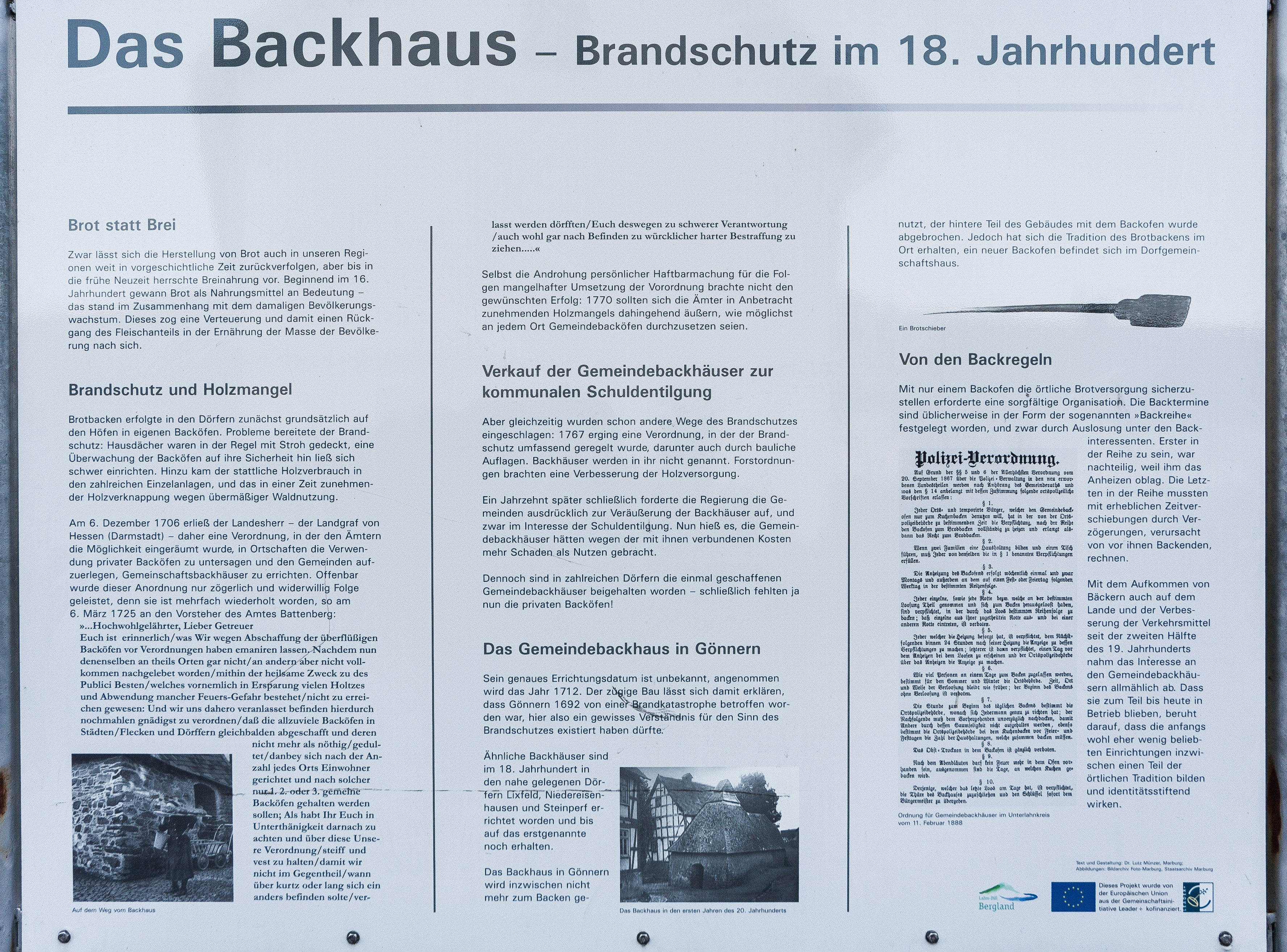
Infotafel

Das Backhaus in Gönnern, einem Ortsteil der Gemeinde Angelburg im mittelhessischen Landkreis Marburg-Biedenkopf, wurde vermutlich 1712 errichtet. Das ehemalige Backhaus an der Hauptstraße ist ein geschütztes Kulturdenkmal.
Der Bau auf quadratischem Grundriss aus Bruchsteinmauerwerk hat ein zweifach abgesetztes Zeltdach. 
Der hintere Teil des Backhauses wurde abgebrochen, nachdem die Nutzung eingestellt worden war. Einen neuen Backofen gibt es im Dorfgemeinschaftshaus. 